# 386BSD
386BSD este un sistem de operare gratuit derivat din BSD (Networking/2), din familia UNIX, pentru arhitecturile Intel 80386.

## Istorie
386BSD a fost scris în principal de Lynne Jolitz și William Jolitz. Ambii aveau o experiență considerabilă în dezvoltarea sistemului BSD la Berkeley. Portarea a început în anul 1989, primele urme ale ei pot fi găsite în 4.3BSD Net/2 din 1991. Prima versiune (versiunea 0.0) a sistemului a apărut în martie 1992 și a fost urmată de versiunea 0.1 în 14 iulie 1992. Procesul de portare a fost documentat extensiv în revista Dr. Dobbs Journal începând cu anul 1991, într-o serie de 18 articole. Versiunea 1.0 a apărut la sfârșitul anului 1994, codul fiind distribuit de  Dr. Dobbs Journal pe un CD sub numele de "386BSD Reference CD-ROM". CD-ul a fost un best-seller timp de trei ani (1994–1997).
După apariția versiunii 0.1, un grup de utilizatori au început să dezvolte și întrețină un așa-numit patchkit. Acesta cuprindea bug-fixes și o serie de îmbunătățiri. Datorită diferențelor de opinie dintre autorii originali și autorii patchkit-ului, aceștia din urmă au fundat în 1993 o nouă distribuție UNIX sub numele de FreeBSD pentru a-și continua munca. Tot în 1993, un grup diferit de utilizatori 386BSD au fundat o altă versiune UNIX sub numele de NetBSD. Printre alte versiuni UNIX derivate din 360BSD se numără OpenBSD și Darwin folosit în mod curent de Apple în Mac OSX. Alt sistem UNIX care împrumută masiv din 386BSD este OpenSolaris.
Dezvoltarea sistemului a încetat în 1997.

## Licență
Codul 386BSD este gratuit pentru scopuri non-comerciale. Drepturile de autor aparțin în totalitate lui William Jolitz și Lynne Jolitz.